# ファン・サーヴィス［sweet］
「Fan Service［sweet］」（ファン・サービス スイート）は、日本のテクノポップユニット・Perfumeの4thシングル。2007年2月14日に徳間ジャパンコミュニケーションズから発売された。規格品番はTKCA-73158。

## 解説
Perfumeの2007年第1弾シングルとしてバレンタインデーにリリースされた本作は、CDとDVDの2枚組で構成された完全生産限定盤。ハート型にパンチが打ち抜かれた真っ白なボックスに、トールケース入りのディスクとフォトブックが封入されているという、シングルCDとしてはユニークな構成である。シュリンクに貼付されたリボン型のシールもあいまって、バレンタインのプレゼントを想起させるデザインになっている。
また、Perfumeのシングルの中で唯一DVD付のシングルの中で初回限定盤ではなく、初回生産限定盤という扱いになっており、通常盤が存在しない。
タイトル名は、楽曲のタイトルではなく「Fan Service［sweet］」とされた。これは本作の1か月後、ホワイトデーである3月14日にリリースされたDVD『ファン・サーヴィス［bitter］（完全生産限定盤）』と合わせて企画されたことによるものである。前述通りホワイトを基調とした［sweet］に対し、［bitter］はダークグレーを基調としたデザイン。色彩的には対照的であるが、いずれもジャケットにPerfumeの姿が無い、という、アイドルユニットのCD・DVDパッケージとしては異例のデザインになっている。
DVDには、「チョコレイト・ディスコ」「Twinkle Snow Powdery Snow」のビデオクリップが収録されている。「チョコレイト・ディスコ」のPVでは、3人は原色系の衣装を身にまとい、レーザーが飛び交う鏡の中で歌い踊っている。撮影ではマジックミラーでメンバーの周囲を囲い、ミラー越しに撮影する手法も用いられている。当初、PVのオープニングには曲タイトルなどを字幕で表示する予定だったが、撮影現場でレーザーのオペレーターから文字を出力できることを知らされた関が構成を急遽変更、オープニングにはレーザー出力された「チョコレイト・ディスコ」の文字を使用した。
オリコンの2007年2月26日付ウイークリーチャートで、メジャーデビュー以来最高となる31位を記録。また同年春「チョコレイト・ディスコ」のPVを偶然見かけた木村カエラがPerfumeに注目し、自身のラジオ番組で4週にわたって楽曲を取り上げた。
本作は、限定盤でプレス数が少なかったこともあって同年秋までにほぼ完売し、現在は入手困難となっている。本作収録の両曲は、2008年4月16日リリースの2ndアルバム『GAME』に収録されている。
「チョコレイト・ディスコ」はライブでもセットリストに含まれることが多く、他の楽曲とは異なり、あ〜ちゃんが肉声でファンに「ディスコ！」などの掛け声をかける。「トヨタ・アクア」のCMでは、ピアニストのまらしぃ演奏バージョンが使用されている。
「チョコレイト・ディスコ」は2000年代末 - 2010年代後半で、バレンタインデーの定番曲としても知られている。

## 収録曲
全曲、作詞・作曲・編曲：中田ヤスタカ。 

### CD
1. チョコレイト・ディスコ ［3:46］
2. Twinkle Snow Powdery Snow ［3:50］

### DVD
1. チョコレイト・ディスコ -Video Clip-
2. Twinkle Snow Powdery Snow -Video Clip-

### CMでの使用
1. トヨタ自動車「アクア」CMソング（ピアノ演奏：まらしぃ）[4]

## カバー
チョコレイト・ディスコ
- Naomile - 『カタツムリ、カタオモイ ~ゆるふわダンス♪~』（2013年6月19日）に収録。
- ピエール中野（凛として時雨） - 『Chaotic Vibes Orchestra』（2014年8月13日）
- Pentatonix - 日本独自企画アルバム『ペンタトニックス（最強盤）』（2016年7月27日）に収録。